# Obrimus bicolanus
Obrimus bicolanus ist eine im Südosten der philippinischen Insel Luzon, genauer in der Bicol-Region heimische Gespenstschrecken-Art aus der Familie der Heteropterygidae.

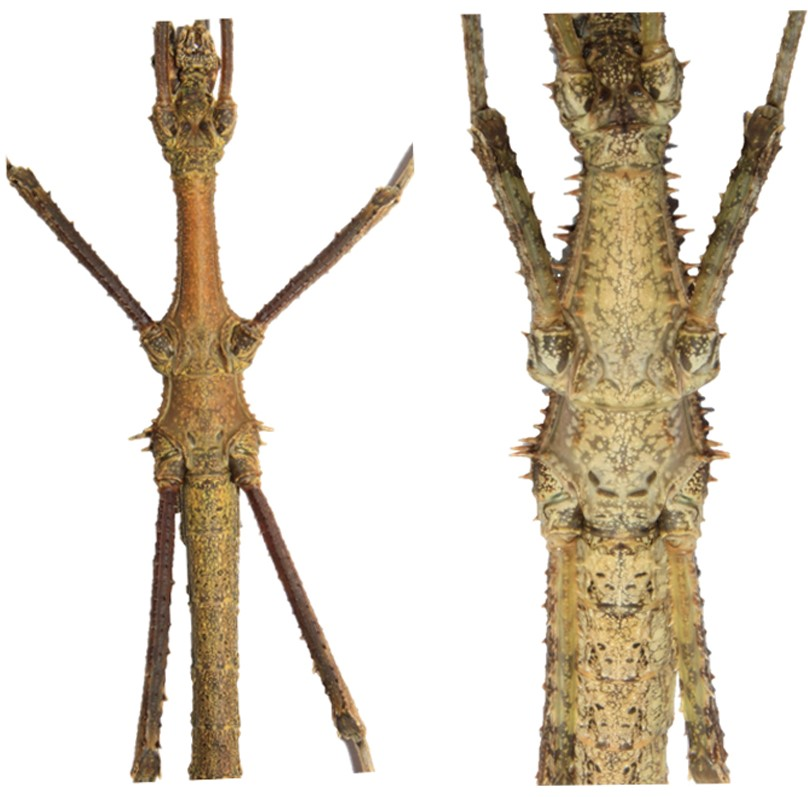
Metasternalschlitze von Obrimus bicolanus, links ♂, rechts ♀

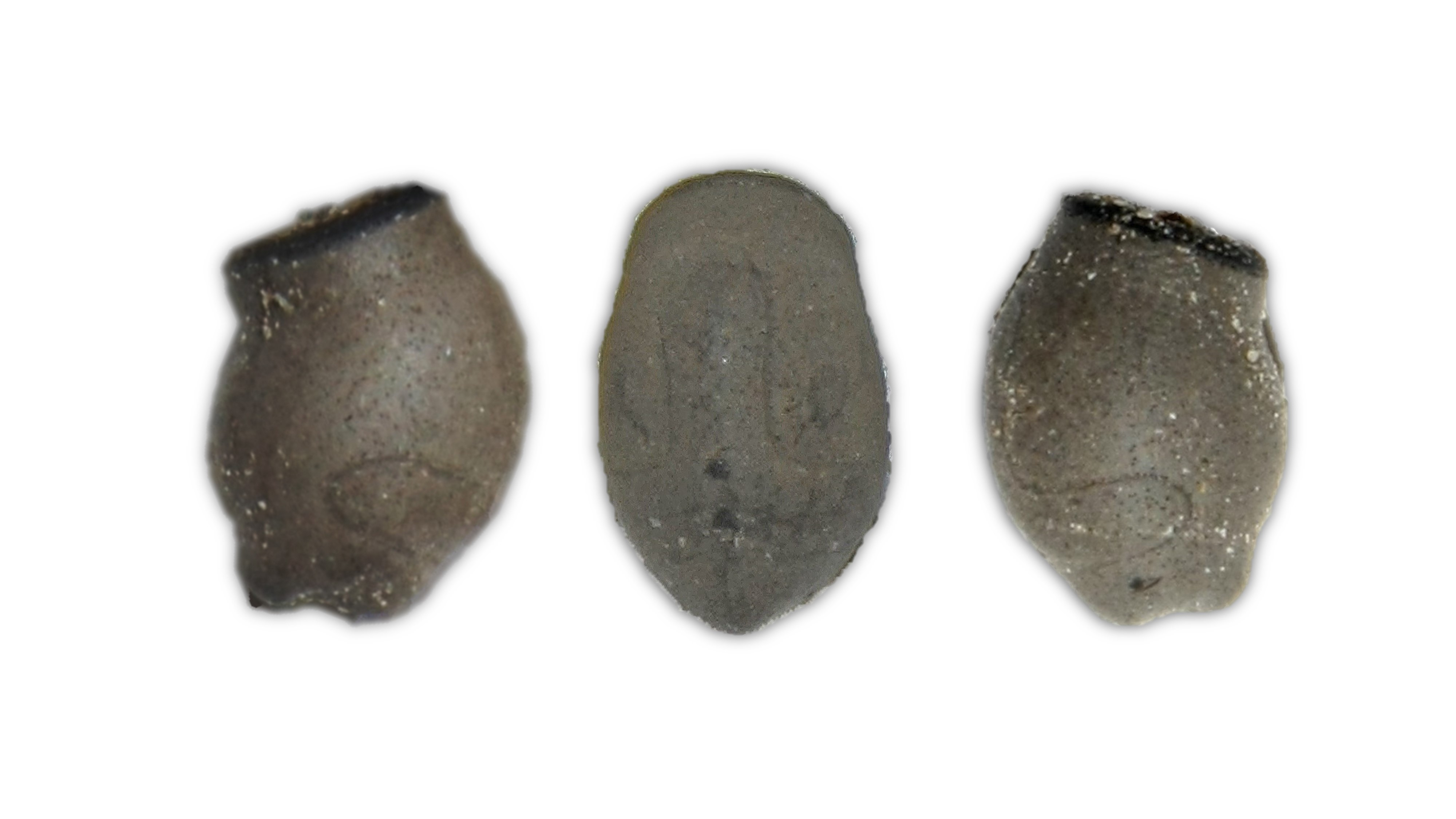
Eier in verschiedenen Ansichten

## Merkmale
Bei Obrimus bicolanus sind die für die Gattung typischen Schlitze im Metasternums sehr schmal und kaum erkennbar. Sie sind von einer mehr oder weniger deutlichen Wulst am Außenrand umgeben. Die 9,5 bis 10,5 cm langen Weibchen sind  farbvariabler als die Männchen. So gibt es Tiere, die Muster in beige, grau, braun oder bis fast schwarz aufweisen. Die Unterseite ist komplett beige und braun gemustert. In Größe und Form ähnelt die Weibchen denen von Obrimus uichancoi, von denen sie sich durch die stark ausgeprägten mittleren Stacheln auf dem Mesonotum (mediane Mesonotale), sowie die deutlichen, mittig auf den Terga I bis IV des Abdomens befindlichen, paarigen Stacheln unterscheidet. Von denen der deutlich größeren Obrimus bufo unterscheiden sie sich durch die etwas gedrungenere Körperform, das Fehlen von vorderen Stacheln auf dem Pronotum (anteriore Pronotale), das Vorhandensein eines zweiten, hinteren Paars Stacheln an den Terga II bis VI des Abdomens, sowie durch deutliche, seitliche Stacheln an den Terga II bis V des Abdomens.
Männchen erreichen etwa 6,2 bis 6,7 cm Länge und sind sehr schlank. Meist sind sie graubraun oder graugrün gefärbt. Der Metathorax, sowie die Unterseite von  Meso- und Metathorax sind meist rehbraun, während die restliche Unterseite einschließlich des Abdomens braune Sprenkel auf beigem Grund zeigt. Auf der Körperoberseite zieht sich oft ein charakteristischer, heller, meist gelblicher Längsstrich. Er beginnt am Pronotum und kann bis zur Hälfte des Abdomens reichen. Kopf- und Körperbestachelung stimmen mit der von Obrimus bufo Männchen überein. Diese sind mit mehr als 6,8 cm Länge aber meist deutlich größer. Außerdem ist das Analsegment der Männchen von Obrimus bicolanus annähernd sechseckig, während es bei Obrimus bufo eher quer verbreitert ist.

## Verbreitung
Alle bekannten Fundorte der Art liegen in der Provinz Sorsogon in der Bicol-Region im Südosten Luzons. Der Holotypus wurde 1918 in Bulusan gesammelt. Alle weiteren Fundorte liegen weiter nördlich. Ein männliches Tier wurde von Thierry Heitzmann und Albert Kang im Oktober 2009 am Berg Osiao gesammelt. Heitzmann fand weitere Tiere im September und Oktober 2010 und im Jahr 2011 am Berg Pulog im Mt. Pulog Nationalpark in den Pocdolbergen.

## Fortpflanzung
Die Weibchen legen mittels des geraden, schnabelförmigen Legestachel, der den eigentlichen Ovipositor umgibt, etwa fünf Eier pro Woche. Diese sind 5,4 bis 5,5 mm lang, 3,7 bis 3,8 mm breit und 3,9 bis 4,0 mm hoch, bauchig und von typischer Form für die Gattung. Die Kapsel ist grau, leicht gewölbt und ähnelt der der Gattung Sungaya bis auf die nur für Obrimus typische Quereinbuchtung am unteren Pol, welche die Eier dort doppelbuckelig erscheinen lässt. Die dorsale Oberfläche ist viel konvexer als die ventrale Oberfläche. Die Mikropylarplatte ist 3,8 mm lang und breit dreiarmig, umgekehrt T-förmig. Ihr äußerer Rand ist dunkelgrau. Der Deckel ist rund, flach und sitzt mit einem, zur ventralen Seite abfallenden Opercularwinkel von etwa 25° auf der Kapsel. Bei Obrimus bufo beträgt dieser lediglich 15°. Der Außenrand des Deckels ist schwärzlich (Siehe auch Bau des Phasmideneies).
Nach 4 bis 5 Monaten schlüpfen die etwa 19 mm langen Nymphen. Die Färbung variiert bei ihnen zwischen schwarz mit weißer Mittellinie oder weißen Bereichen auf Thorax und Abdomen und grau mit grünen Mustern. Während sie heranwachsen werden sie zunehmend stachliger. Männchen sind nach etwa vier, Weibchen nach vier bis fünf Monaten adult. Weitere drei bis vier Wochen später beginnen die Weibchen mit der Eiablage.

## Systematik
James Abram Garfield Rehn und John William Holman Rehn beschrieben im Jahr 1939 Obrimus bicolanus als eine von zwei neuen Obrimus-Arten. Der gewählte Artzusatz „bicolanus“ bezieht sich auf die Typuslokalität der Art, die Bicol-Region. Rehn und Rehn beschrieben die Art an einem juvenilen Weibchen aus der Sammlung von Morgan Hebard, welches von W. Boettcher im September 1918 in Bulusan gesammelt wurde. Es ist als Holotypus an der Academy of Natural Sciences in Philadelphia hinterlegt. Dieses Weibchen im vorletzten Larvenstadium ist stark beschädigt. So fehlt das rechte Hinterbein komplett und das Abdomen ist in der Mitte abgebrochen, liegt aber noch beim Holotypus.
Frank H. Hennemann untersuchte für die wissenschaftliche Bearbeitung der philippinischen Obrimini je 25 Männchen und Weibchen. Darunter folgende am Museum für Naturwissenschaften in Brüssel hinterlegten Tiere: das 2009 von Heitzmann und Kang gesammelte Männchen, zwei Weibchen und ein Männchen (2011 von Heitzmann gesammelt), sowie zwei Weibchen und ein Männchen aus der Zucht von Joachim Bresseel (2013 hinterlegt), die auf 2010 von Heitzmann gesammelte Tiere zurückging. Außerdem untersuchte er 19 Weibchen und 22 Männchen aus seiner, ebenfalls auf die 2010 von Heitzmann gesammelten Tiere zurückgehende Zucht (2011 bis 2014 präpariert), sowie zwei im Oktober 2010 von lokalen Sammlern gefundene Weibchen. Alle nicht in Brüssel hinterlegten Tiere befinden sich in Hennemanns Belegsammlung.

## Terraristik
Heitzmann konnte die von ihm am Mt. Pulog Nationalpark in den Pocdolbergen gefundenen Tiere erfolgreich in Zucht bringen. Aus den von ihm nach Europa geschickten Eiern gelang auch Bresseel, der die Art bestimmte, Hennemann und Bruno Kneubühler bereits 2011 die Nachzucht. Letzterer gab die Art zunächst als Obrimus sp. 'Pulog', später als Obrimus bicolanus 'Pulog' weiter. Die Phasmid Study Group führt die Art unter der PSG-Nummer 324. Tiere dieses Zuchtstammes sind nicht mehr in Zucht.
Obrimus bicolanus lässt sich mit dem Laub von Brom- und Himbeeren, Haseln, Eichen, Salal oder Weißdornen ernähren. Bei leicht erhöhter Luftfeuchtigkeit ist die Haltung und Zucht unproblematisch. Um die Eiablage zu ermöglichen, sollte der Boden des Terrariums einige Zentimeter hoch mit einem leicht feuchten Substrat aus Erde bedeckt sein.

## Galerie

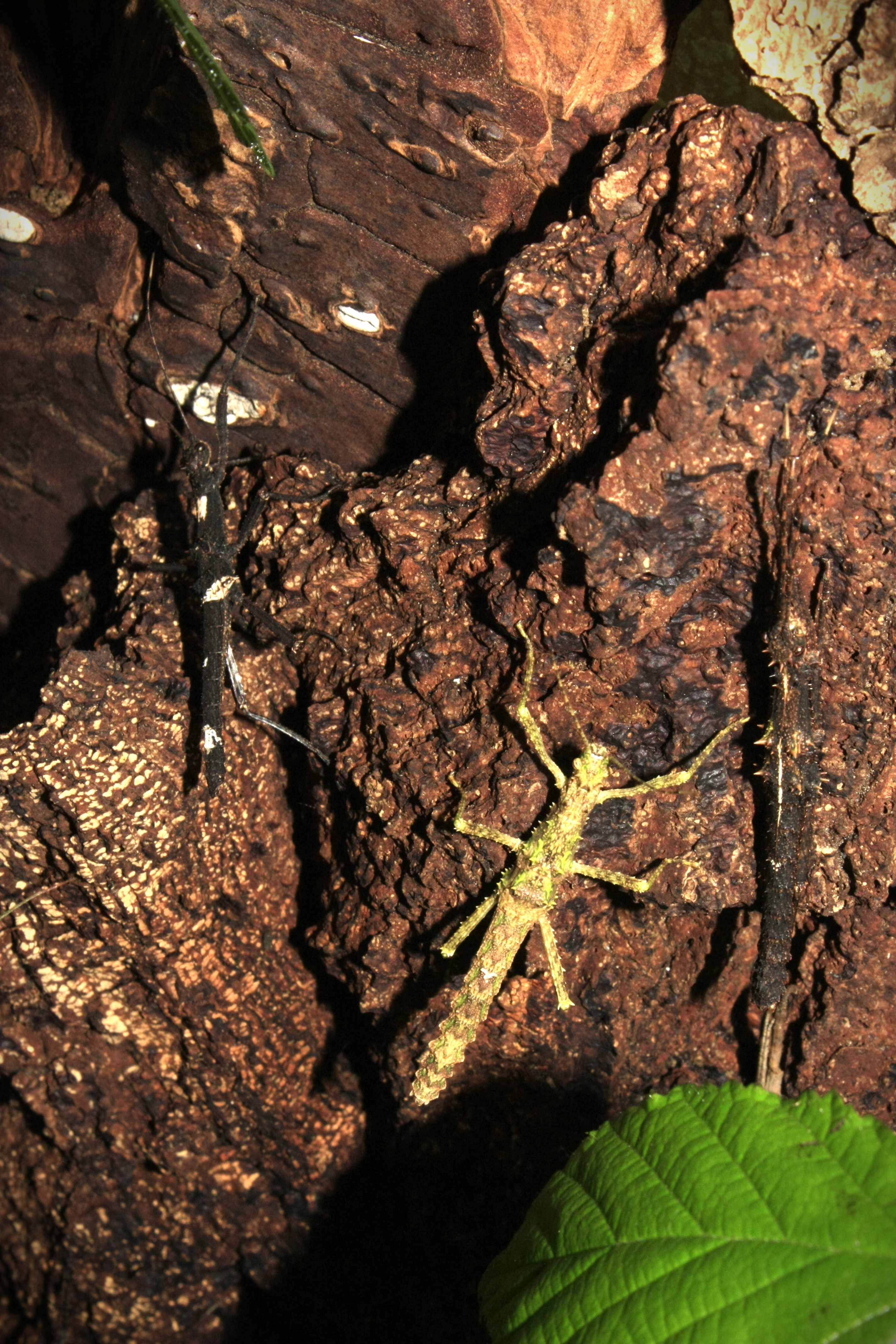
Verschieden gefärbte Nymphen
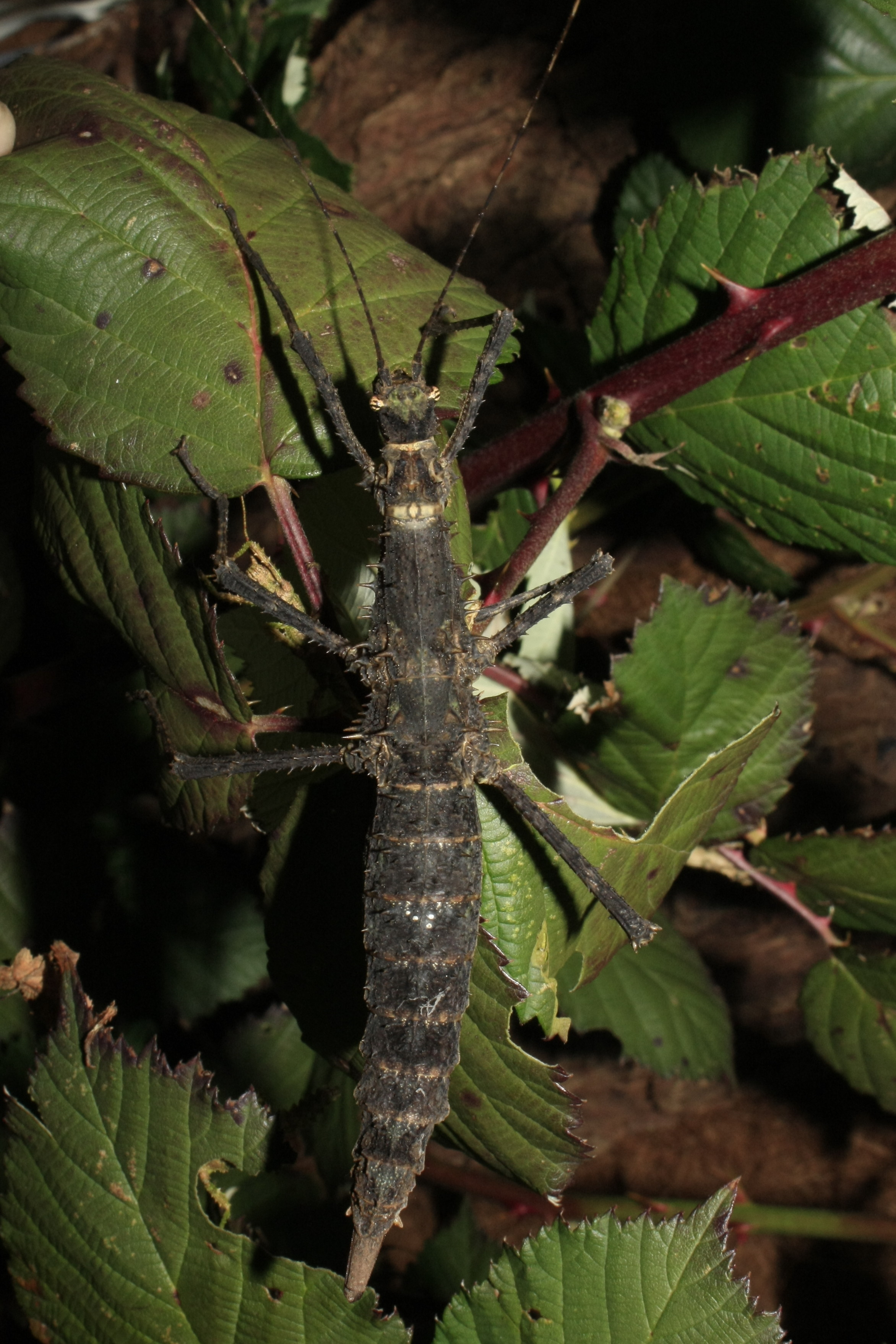
Dunkel gefärbtes Weibchen
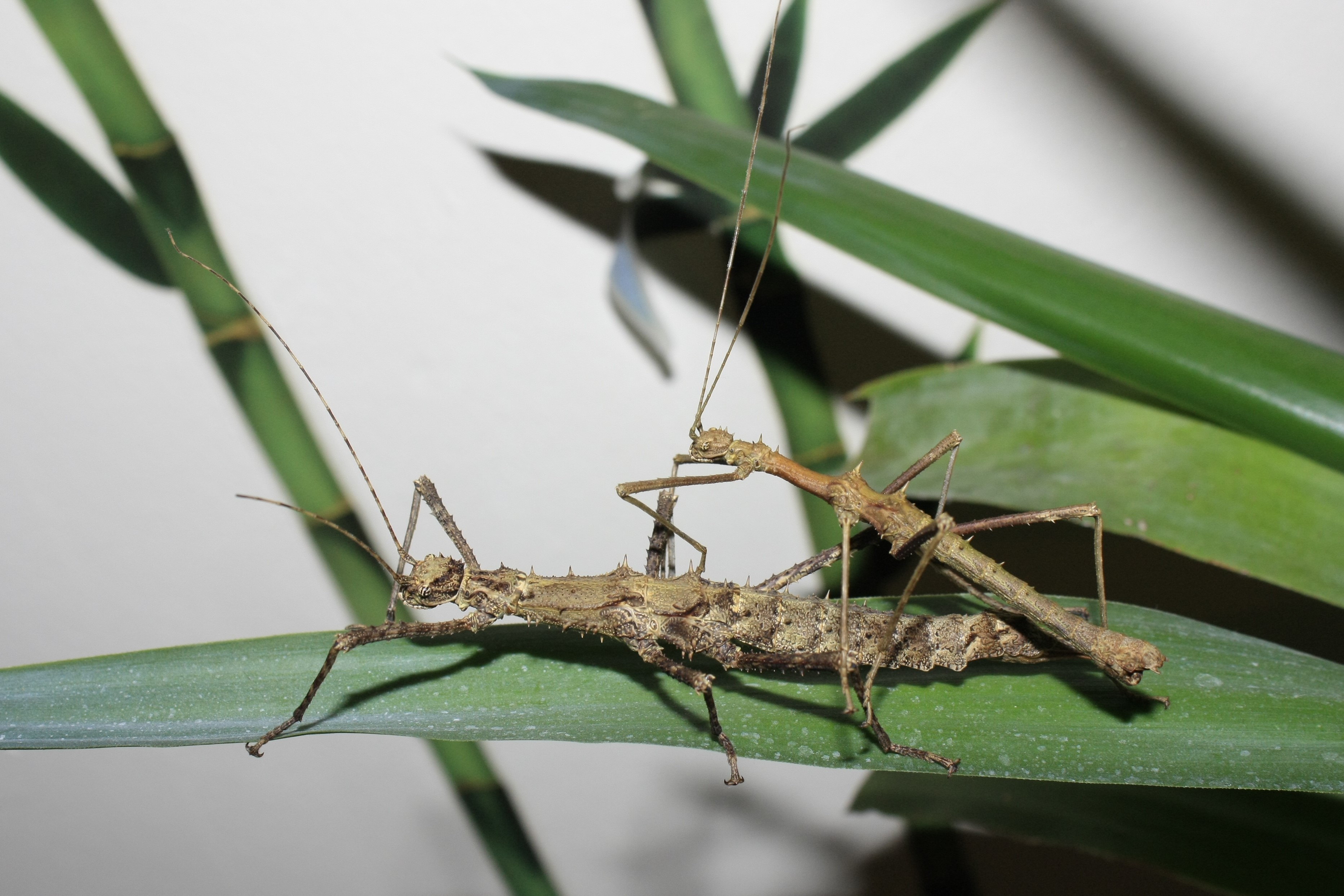
Pärchen
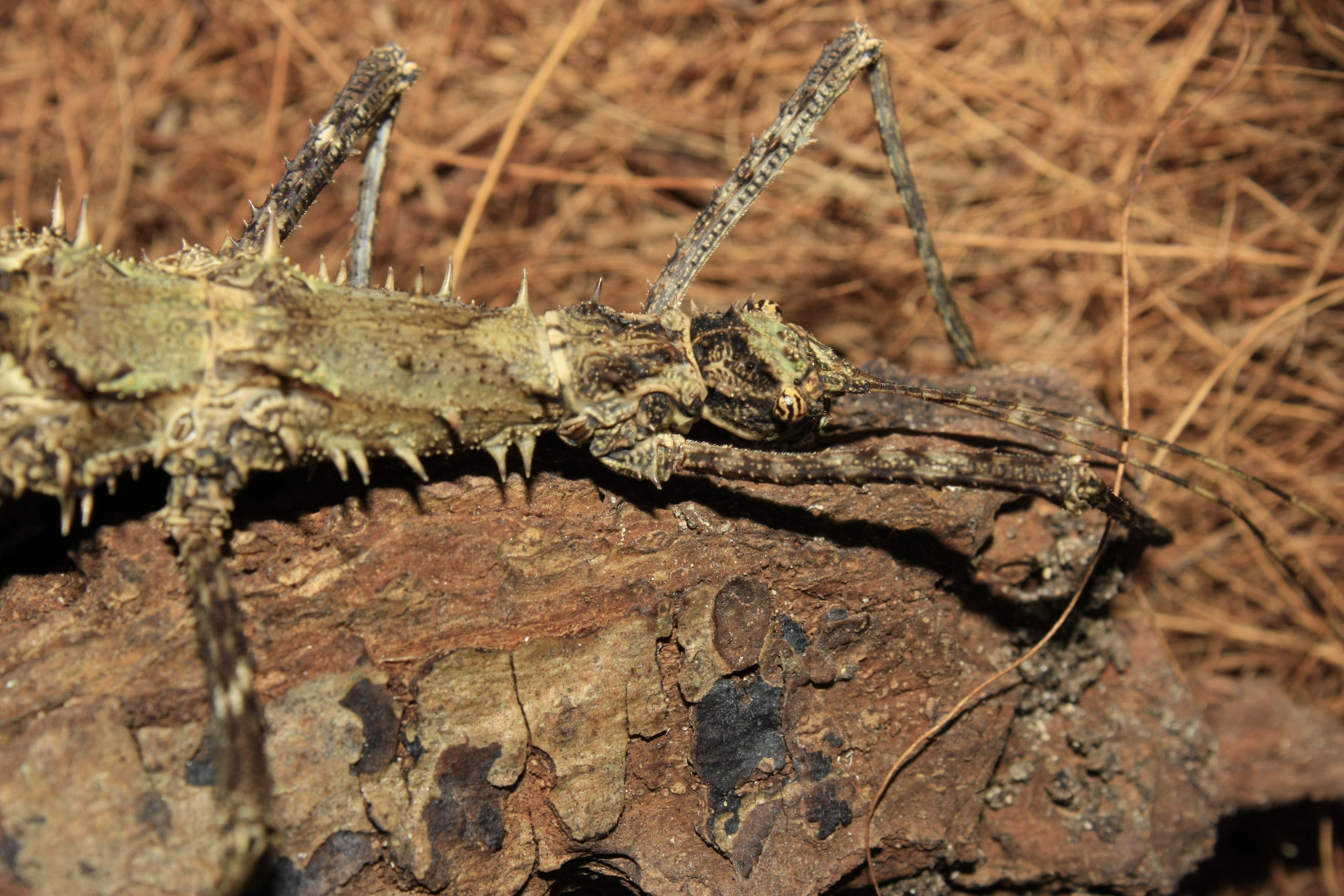
Porträt eines Weibchens
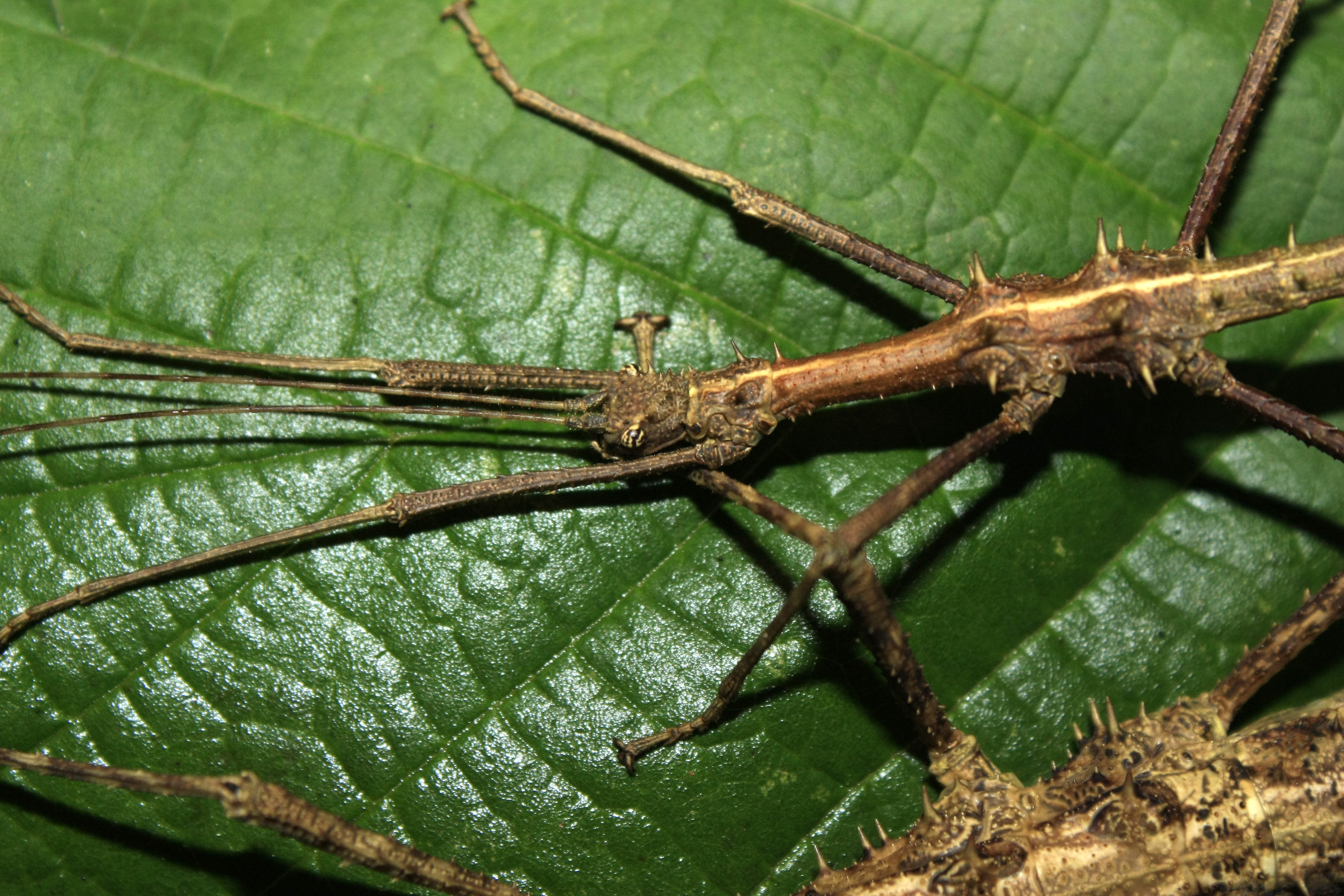
Porträt eines Männchens